# Recorded Live - The 12 Year Old Genius
Recorded Live - The 12 Year Old Genius is het derde album en eerste livealbum van Stevie Wonder. Het werd op 21 mei 1963, toen Wonder dertien jaar oud was en nog 'Little Stevie' genoemd werd, door Tamla Records uitgebracht. Hij bereikte met dit album de eerste plaats in de Amerikaanse hitlijst. Op het album staat zijn eerste hit, "Fingertips", die in 1963 als single werd uitgebracht en waarmee Wonder de eerste plaats in de Billboard Hot 100 mee bereikte. Motown-oprichter Berry Gordy verzorgde de muzikale productie. De muziek werd in juni 1962 opgenomen tijdens een optreden in het Regal-theater te Chicago.

## Tracklist
| Nr. | Titel                                                                                | Schrijver(s)                   | Duur |
| --- | ------------------------------------------------------------------------------------ | ------------------------------ | ---- |
| 1.  | Fingertips                                                                           | Henry Cosby, Clarence Paul     | 7:00 |
| 2.  | Soul Bongo                                                                           | Marvin Gaye, Paul              | 3:00 |
| 3.  | La La La La La (tevens B-kant van het in oktober 1962 uitgegeven "Little Water Boy") | Paul                           | 2:30 |
| 4.  | (I'm Afraid) The Masquerade Is Over                                                  | Herbert Magidson, Allie Wrubel | 5:21 |

| Nr. | Titel                     | Schrijver(s)   | Duur |
| --- | ------------------------- | -------------- | ---- |
| 1.  | Hallelujah, I Love Her So | Ray Charles    | 2:35 |
| 2.  | Drown In My Own Tears     | Henry Glover   | 3:00 |
| 3.  | Don't You Know            | Charles, Gordy | 3:43 |

## Musici
- Marvin Gaye - drums[4]
- Stevie Wonder - mondharmonica, piano, zang